# Mustafa al-Shihabi
L'Émir Mustafa al-Shihabi en arabe : الأمير مصطفى الشهابي appelé également Mustapha Chehabi, né en 1893 à Hasbaya et mort en 1968 à Damas, est un homme politique syrien, ministre, historien et lexicographe, membre des académies arabes de Damas et du Caire.   

## Biographie

### Jeunesse
Al-Shihabi est né en 1893 à Hasbaya en Syrie ottomane,  aujourd'hui situé au Liban. Après poursuivi  des études d'agriculture à l'école de Chalons-sur-Marne en 1915, il a résidé Istanbul où il travaille pour le ministère de l'Agriculture relevant de l'empire ottoman.    

### Exil
Pendant la Première Guerre mondiale, al-Shihabi a participé à la révolte arabe pour tenter de libérer la région du Levant du contrôle turc ottoman. Il prend la fuite à l'arrivée des forces françaises en 1920 et ne revient en Syrie que quelques années plus tard, en 1923.   

### Engagement politique et nominations ministérielles
En 1928, alors qu'il était à la tête du ministère syrien de l'Agriculture et de la Réforme agraire, al-Shihabi rejoint le Bloc national rentrant ainsi en opposition au mandat français en Syrie et au Liban.   
Il est nommé ensuite à la tête du ministère de l'instruction publique dans le gouvernement de Ata el-Ayoubi. En 1936; il fait partie de la délégation envoyée à Paris pour signer le traité d'indépendance franco-syrien .  
En janvier 1943, il est placé à la tête du ministère des finances syrien par le Premier ministre Jamil el-Oulchi, mandat duquel il en démissionne deux mois plus tard car il considère que le gouvernement a des positions pro-françaises. Quand al-Ayyubi prend son poste de Premier ministre pour un second mandat, al-Shihabi occupe à nouveau son poste au ministère des Finances. Il est nommé gouverneur de Lattaquié par le président Choukri al-Kouatli et il contribue à la défaite du soulèvement alaouite de Sulayman al-Murshid. Al-Shihabi est promu au rang de secrétaire général du Conseil des ministres syrien qu'il assurera en plus de mandants de gouverneur pour les zones d'Alep et de Lattaquié. Il sera ensuite désigné ambassadeur de Syrie en Égypte.

### Fin de vie
IIl est décédé en 1968 à Damas où il est enterré,. 

### Divers
Franc-maçon, il est initié à la loge « Syrie » de Damas le  30 mai 1922,,.